# Uahuka
|  | Dieser Artikel wurde aufgrund von formalen oder inhaltlichen Mängeln in der Qualitätssicherung Biologie zur Verbesserung eingetragen. Dies geschieht, um die Qualität der Biologie-Artikel auf ein akzeptables Niveau zu bringen. Bitte hilf mit, diesen Artikel zu verbessern! Artikel, die nicht signifikant verbessert werden, können gegebenenfalls gelöscht werden. Lies dazu auch die näheren Informationen in den Mindestanforderungen an Biologie-Artikel. |

Uahuka ist eine Gattung aus der Familie der Baldachinspinnen, deren zwei Arten auf den Marquesas-Inseln endemisch sind. Herbert Walter Levi transferierte die Gattung 1972 in die Familie Symphytognathidae. Paolo Marcello Brignoli verwarf dies jedoch im Jahre 1980. U. spinifrons ist endemisch auf Ua Huka und U. affinis kommt nur auf Hiva Oa vor, einer größeren Insel, die ungefähr 50 km südöstlich von Ua Huka liegt.

## Namensgebung
Die Gattung ist nach der Insel Ua Huka in den Marquesas-Inseln benannt. Der Beschreiber Lucien Berland benannte während der 1930er Jahre mehrere Spinnenarten nach Inseln im Pazifischen Ozean. Andere Namen, die von Inseln abgeleitet wurden, sind die Raubspinnengattung Nukuhiva und die Baldachinspinnengattung Uapou.
Der Name der Art U. affinis ist vom lateinischen Wort „affinis“ abgeleitet und bedeutet „verwandt“, der Name „spinifrons“ bedeutet übersetzt „dornige Fassade“.

## Arten
- Uahuka affinis Berland, 1935 (Hiva Oa)
- Uahuka spinifrons Berland, 1935 (Ua Huka)

## Merkmale
Der Cephalothorax ist vorne nur wenig erhöht. Bei der sehr kompakten Augengruppe berühren sich die kleinen Augen fast und nehmen kaum die Hälfte der Stirnbreite ein. Die Beine sind fast unbehaart und zeigen stachelförmige Borsten an den Beinsegmenten. Zwei ähnliche Borsten befinden sich an den dorsalen Gliedern der ersten und zweiten Tibia sowie eine einzige Borste an der dritten und vierten Tibia.